# コン＝ラ＝ヴィル
コンブ＝ラ＝ヴィール （Combs-la-Ville）は、フランス、イル＝ド＝フランス地域圏、セーヌ＝エ＝マルヌ県のコミューン。

## 地理
パリの南東約28km地点にある。ムランの北16kmにある。西はセナールの森、北はイエール川、東はブリー平野である。

## 交通
- 道路 - A4、A5、A6、国道6号線
- 鉄道 - RER D線コン＝ラ＝ヴィル-カンシー駅

## 歴史
Combsとは地名のCumbusに由来する。
636年、ダゴベルト王はコンの土地をサン＝ヴァンサン修道院（のちのサン＝ジェルマン＝デ＝プレ修道院）へ与える。
1783年、王弟プロヴァンス伯（のちのルイ18世）、コン＝ラ＝ヴィルの領主となる。
1849年、コン＝ラ＝ヴィル-カンシー駅開業。

## 人口統計
| 1962年 | 1968年 | 1975年 | 1982年 | 1990年 | 1999年 | 2006年 |
| ------ | ------ | ------ | ------ | ------ | ------ | ------ |
| 4692   | 6192   | 11093  | 13759  | 19973  | 20953  | 21603  |

参照元 = EhessとInsee

## 姉妹都市
- ドゥダーシュタット、ドイツ
- ダーリ、キプロス
- オズウェストリー、イギリス
- R'Kiz、モーリタニア
- サラベリー・ド・ヴァレーフィールド、カナダ
- バイア・マーレ、ルーマニア